# 埃萨德·托普塔尼帕夏
埃萨德·托普塔尼帕夏（土耳其語：Esad Toptani Paşa；1863年？月？日—1920年6月13日），是奥斯曼帝国的政治家、军人，阿尔巴尼亚公国的首相，毕业于伊斯坦布尔军事学院，曾担任宪兵指挥官并加入青年土耳其党人。第一次巴尔干战争期间，拥护阿尔巴尼亚的独立。1914年，因阿尔巴尼亚民族主义的暴动，被迫逃亡流亡海外。